# الیکه‌ولا
الیکه‌ولا (به لاتین: Elikewela) یک منطقهٔ مسکونی در سری‌لانکا است که در استان مرکزی (سری‌لانکا) واقع شده‌است.